# Adrien Robinet de Cléry
Pour les articles homonymes, voir Robinet et Cléry.
Gabriel Adrien Robinet de Cléry (né à Metz en France le 18 août 1836 et mort à Anhée en Belgique le 13 septembre 1914) est un magistrat français et un avocat, actif sous le Second Empire et la Troisième République. Légitimiste convaincu, il est l'auteur de nombreuses publications juridiques et historiques.

## Biographie
Issu d'une famille de magistrats, Gabriel Adrien Robinet de Cléry naît le 18 août 1836, à Metz, en Moselle. Son père Eugène,, un avocat messin, fut nommé par la suite Premier président à la cour de Besançon. 
Substitut du procureur à Oran en 1860, Adrien Robinet de Cléry est nommé à Charleville en 1863, avant de repartir en septembre 1864 pour Oran. En juillet 1867, il devient avocat général auprès de la cour impériale d'Alger. 
La Guerre franco-allemande de 1870 éclate en juillet, alors qu'il se trouve toujours en Afrique. Engagé volontaire au 7e bataillon de chasseurs à pied le 12 septembre 1870, il est affecté au 108e de ligne. Bloqué à Paris durant le siège de la ville, il tient un carnet intime et rédige ses souvenirs, qui seront publiés en 1889 sous le titre Les avant-postes pendant le siège de Paris. S'étant distingué comme simple soldat, il reçoit la légion d'honneur, le 9 août 1870. Il est par ailleurs cité au Journal officiel, le 8 décembre 1870, et décoré de la médaille militaire,. 
De retour à la vie civile, Robinet de Cléry est nommé procureur au tribunal de grande instance de Lille en 1871, où il est réputé d'une grande fermeté et fait preuve d'un zèle extrême dans l'instruction des procès liés au scandale des marchés de guerre. Poursuivant sa carrière de magistrat, il est successivement nommé procureur général à Lyon en 1874, puis avocat général à la cour de cassation en 1876. Fin 1877, il est pressenti pour devenir ministre de la Justice dans le cadre d’un gouvernement de Résistance conservatrice après la victoire électorale des Républicains.
Démis de ses hautes fonctions pour désaccord avec la politique religieuse du gouvernement, il quitte la magistrature et s'inscrit au barreau. Sa réputation et son talent lui valent d'intervenir dans des procès retentissants, tels ceux du général Cissey et de l'Union générale… Il est l'avocat de l'abbé Mulot, curé de l'Église Saint-Leu d'Amiens, soupçonné d'outrage public à la pudeur pour avoir donné à des enfants « des leçons naturalistes », et celui de Mélanie Calvat dans le litige qui l'oppose au cardinal Perraud.
Homme d'une grande culture, l'anecdote suivante, rapportée dans les Souvenirs d'un président d'assises (1880-1890) par Anatole Bérard des Glajeux, le concerne très vraisemblablement : « Pressé par ces contradictions inénarrables de la nature humaine, un avocat très distingué de la Cour de Paris, homme de lettres et d'infiniment d'esprit, Me Cléry, qui défendait devant moi à la cour d'assises de la Seine un écrivain prévenu d'outrage à la morale publique et aux bonnes mœurs, s'approcha du jury et lui cita à mi-voix le vers suivant d'Alfred de Musset, vers étrange qui marqua à une certaine époque dans la poésie élégante et un peu musquée du chantre des nuits : Dans ce qu'on voit à la cour d'assises, le réveil de l'animal est terrible, et n'en pas tenir compte, c'est vouloir faire une autopsie sans connaître l'anatomie du corps humain ». 
Légitimiste passionné, il rédige plusieurs publications dénonçant les prétentions de la maison d'Orléans au trône de France. Il est membre de l'association des jurisconsultes catholiques, fondée en 1872, notamment pour s'opposer à la laïcisation du droit, et publie plusieurs articles dans la revue de l'association.
Adrien Robinet de Cléry est mort le 13 septembre 1914 à Anhée, en Belgique, victime du bombardement de la maison où il habitait, au début de la Première Guerre mondiale (au lendemain de la bataille de la Marne).
Une de ses filles, Marie, est l'épouse de l'historien belge Victor Brants.

## Publications
liste non exhaustive
- Comparution volontaire du prévenu devant le tribunal correctionnel. Régularité de cette procédure, ses avantages. Dans : Le Journal du ministère public, tome 10, 1867, p. 165-168 & 267-276.
- Les Magistrats Bourgouignons au Parlement de Metz et au Conseil souverain d'Alsace, 1874, 71 p.
- La Question de Chambord au point de vue du droit, 1886.
- Les avant-postes pendant le siège de Paris, Palmé, 1887, 248 p.
- Des droits et obligations du Parquet, 1888.
- D'Essling à Wagram : Lasalle, correspondance recueillie par A. Robinet de Cléry, Berger-Levrault, 1891, 222 p. (Gallica) — Lasalle était apparenté à la famille maternelle d'Adrien Robinet de Cléry[16], dont l'arrière-grand-mère était sa cousine issue de germain (voir l'arbre généalogique à la fin de l'ouvrage).
- Les crimes d'empoisonnement, 2e édition, Paris, La Vie contemporaine, 1894, 40 p.
- En Tyrol, dans : Revue politique et littéraire: revue bleue, 1897, p. 96 & seq.
- Les Iles Normandes, Pays de Home Rule, Paris, Paul Ollendorff, 1898, 326 p. (Rééditions : 2013, Le Livre d'Histoire, Autremencourt ; 2017, Hachette Livre BNF)
- Première occupation de la Lorraine par les Français, 1632-1641, Nancy, Berger-Levrault, 1900, 37 p. (Gallica)
- Gustave-Armand-Henry comte de Reiset, Mes souvenirs, Préface par  Robinet de Cléry, Plon-Nourrit, 1901.
- Dun à travers l'histoire : Le siège de Dun au XVIe siècle, Montmédy, 1904.
- Bénigne Bossuet à Ensisheim, dans : "Bulletin du Musée Historique de Mulhouse" 1905, T. XXIX, 47 p.
- Les deux fusions (1870-1873), Paris, 1908 (archive.org).
- Les Prétentions dynastiques de la branche d'Orléans, deux lettres du Révérend Père Bole, aumônier de Frohsdorf, Préface de M. Boissy d'Anglas, Fac-similé de deux lettres de Louis-Philippe. L'Édition, 1910, 95 p.
- Louis-Gustave Lamacq, une famille de patriotes : Les Lamacq, le général Offenstein, le général Munier, Montmédy, Imprimerie Emile Girardot, 1911.
- Les Ancêtres de la nouvelle princesse Marie-Clotilde Napoléon, dans : La Plume, no 385, 1912.
- « Les statues décapitées du pont de la Concorde », Extrait de La Grande Revue de Paris et de Saint-Pétersbourg, s.d., p. 1-8 (Gallica)

## Distinctions
- Chevalier de la Légion d'honneur, le 9 août 1870[1]